# Maria Berenice Duque Heckner
Ana Julia Duque Heckner, H.A., řeholním jménem María Berenice (14. srpna 1898, Salamina – 25. července 1993, Medellín) byla kolumbijská římskokatolická řeholnice, zakladatelka a členka kongregace Malých sester zvěstování Panny Marie. Katolická církev ji uctívá jako blahoslavenou.

## Život

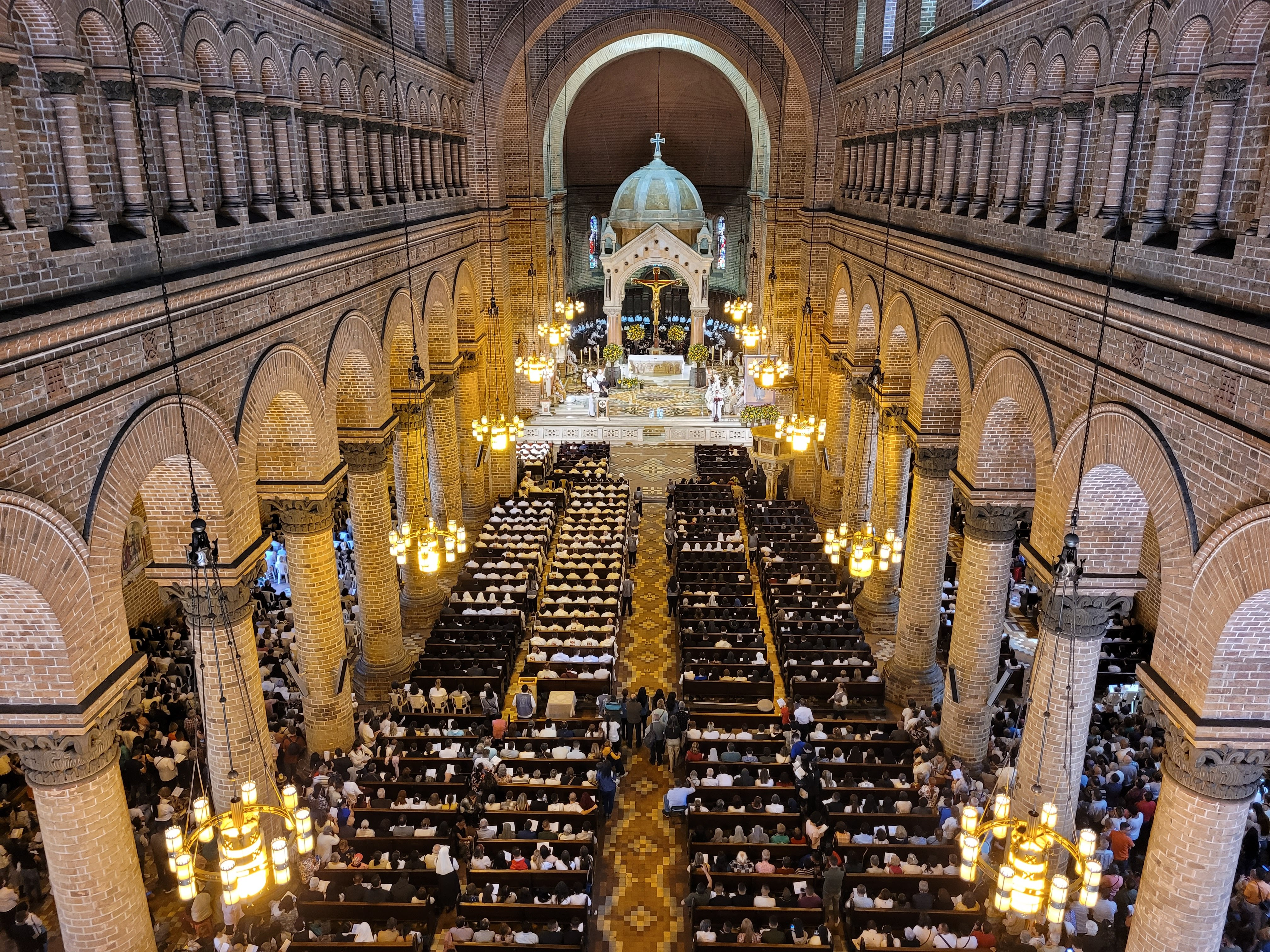
Její blahořečení v katedrále Neposkvrněného Početí Panny Marie v Medellínu

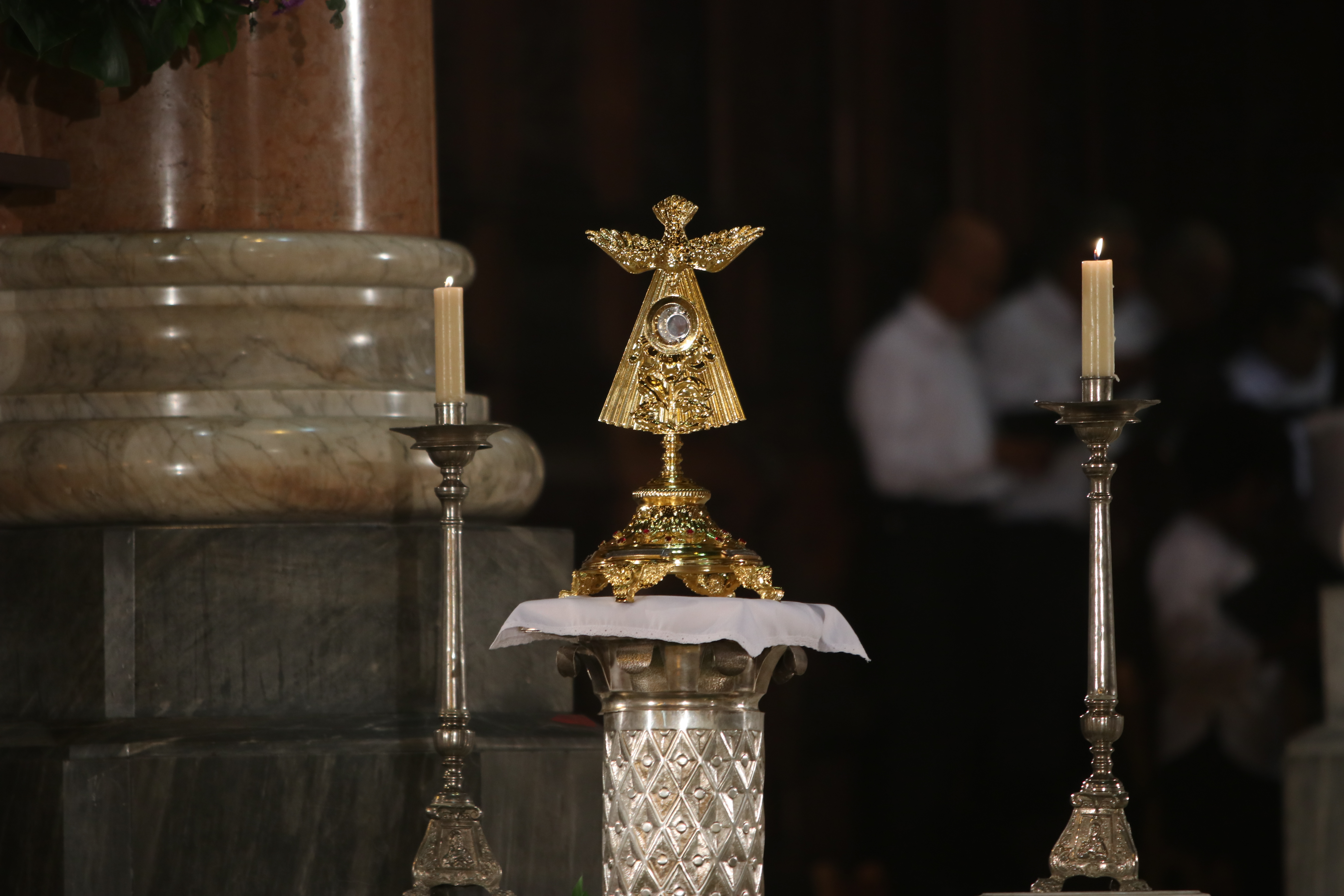
Relikviář s její relikvií, vystavený během jejího blahořečení v katedrále Neposkvrněného Početí Panny Marie v Medellínu

Narodila se dne 14. srpna 1898 v Salamině v departementu Caldas jako nejstarší z devatenácti dětí rodičům Antoniu José Duque Boterovi a Aně Berenice Heckner Rister (její matka byla německého původu). Jeden z jejích bratrů se stal knězem a tři sestry řeholnicemi, jako později i ona.
Pokřtěna byla dne 16. srpna 1898 ve své rodné Salamině. Dne 31. října 1902 přijala z rukou biskupa z Manizales Gregoria Naciancena Hoyose Yarza svátost biřmování a dne 7. září 1907 přijala své první svaté přijímání.
V dětství byla vášnivou čtenářkou, kdy četla např. díla sv. Terezie z Ávily. Díky tomu a také díky výchově svých rodičů se rozhodla stát řeholnicí. Později působila ve své farnosti jako katechetka a byla aktivní v místním mariánském spolku. V listopadu roku 1917 vstoupila v Bogotě do postulátu kongregace Sester dominikánek uvedení Panny Marie. Poté vstoupila do noviciátu a dne 26. července 1919 přijala řeholní hábit. Dne 21. listopadu 1919 složila své doživotní řeholní sliby a přijala řeholní jméno María Berenice. Poté pracovala jako vychovatelka a katechetka na různých školách. Nejprve takto pracovala na vysoké škole v San Gil a Ubaté. Poté byla přeložena do města Manizales (příležitostně působila také v nedalekém městě Fredonia) a do města Rionegro.
Pracovala také na založení základní školy pro chudší dívky a dívky afrokolumbijského původu. Trápilo jí, že afrobrazilské dívky vesměs nemohly kvůli rasové diskriminaci a špatnému ekonomickému zázemí vstupovat do řeholních řádů a kongregací. Roku 1930 odcestovala do Medellínu formovat nové členky řeholní kongregace před složením řeholních slibů.
V letech 1938–1942 také působila mezi chudými (např. dělníky v textilních továrnách), které učila katechizmus. Kromě dělníků také chodila učit o Bohu a pomáhat lidem na okraji společnosti do nebezpečných čtvrtí, které byly známě jako útočiště zločinců, narkomanů, alkoholiků, nebo prostitutek, které se snažila odvracet od hříšného života.
Pořádala mariánská setkání a duchovní cvičení na různých místech, včetně nemocnic a klinik. Pomáhala také nově vznikajícímu hnutí Katolické akce. nadále však pomáhala ženám se vstupem do řeholního života, kdy se zaměřovala i na dívky z chudších rodin, dívky s jinou barvou pleti, nebo dívky svobodných rodičů. S tímto úmyslem se také rozhodla založit novou ženskou řeholní kongregaci.
Zajistila si dovolení u svých představených v její dosavadní řeholní kongregaci a u medellínského arcibiskupa Joaquína Garcíi Beníteze. Novou kongregaci Malých sester zvěstování Panny Marie pak založila dne 14. května 1943. Sama do ní následně přestoupila a další léta pracovala na jejím upevnění. Brzy však nastaly potíže, kdy musela načas odcestovat do Francie a po nemoci se do Kolumbie roku 1947 vrátila. Po svém návratu dále horlivě pracovala na upevnění své kongregace, která se po čase z Medellínu rozrostla i do dalších regionů.
Podpořila apoštolského nuncia (a pozdějšího kardinála) Paola Bertoliho v jeho propagaci Katolické akce. Dne 2. července 1953 obdržela jí založená kongregace od medellínského arcibiskupa Joaquína Garcíi Beníteze plné diecézní potvrzení o svém založení. Dne 23. října 1953 převlékla svůj hábit za hábit své nové kongregace a později v ní složila nové řeholní sliby.
Roku 1954 podnikla pouť do Svaté země. Poté také podnikla pouť do Říma a cestu do Francie. V letech 1962–1965 studovala spolu s dalšími sestrami dokumenty II. vatikánského koncilu a podporovala pokoncilní náboženskou obnovu. Roku 1967 odstoupila z funkce generální představené své kongregace a pokračovala ve svém působení mezi nemocnými a chudými. Dne 15. srpna 1957 založila větev jí založené kongregace, později pojmenovanou jako Františkánské misijní sestry Ježíše a Marie. Jí založená kongregace se tou dobou rozrostla natolik, že již měla své pobočky i v zahraničí, např. v Ekvádoru či Peru. Dne 25. března 1958 obdržela jí založená kongregace od papeže Pia XII. papežské potvrzení o svém založení.
Dne 8. prosince 1965 založila institut Domus Dei (později přejmenovaný na Misionáře Zvěstování), který má taktéž za cíl podporu sociálně trpících.

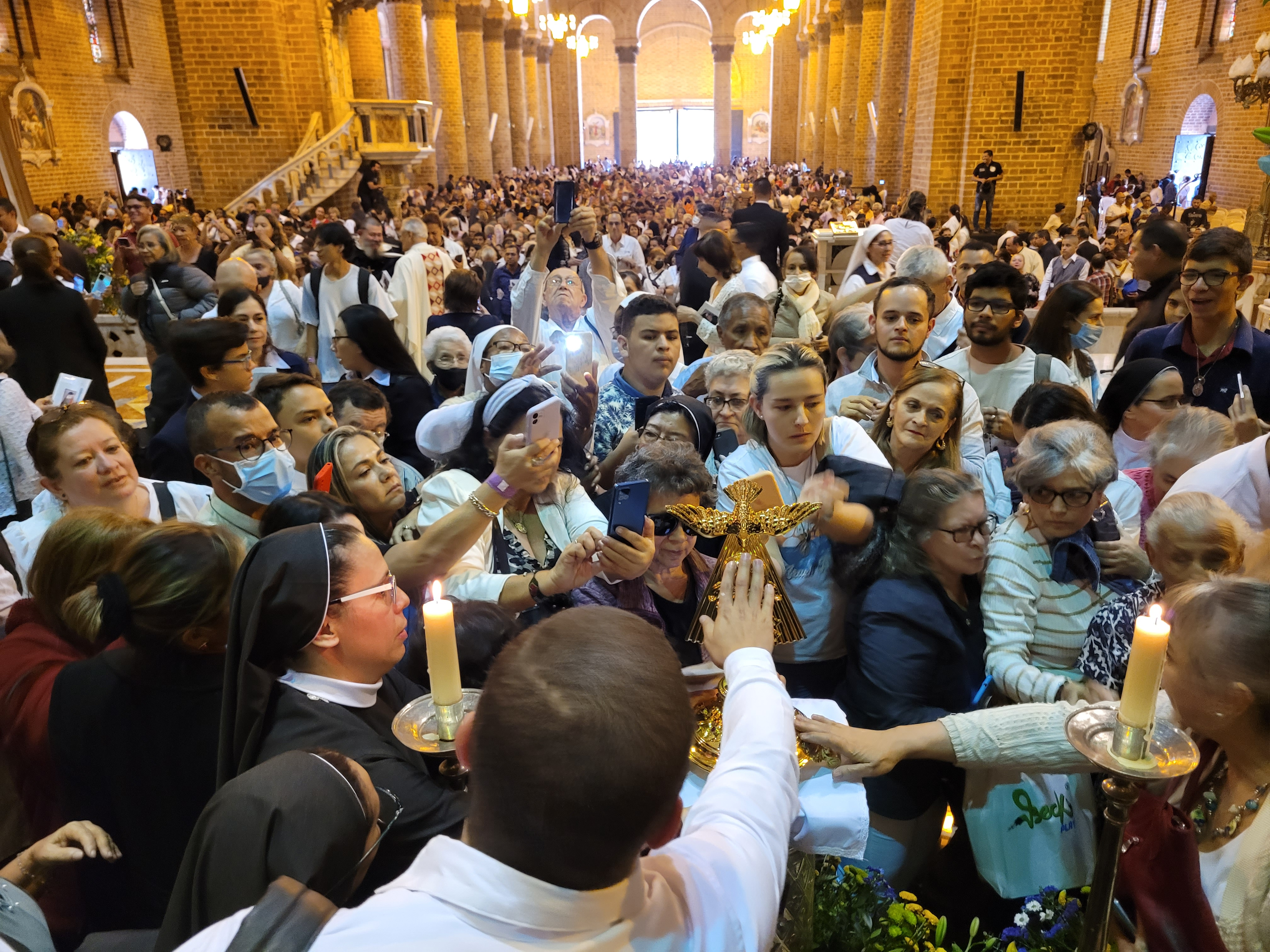
Dav, dotýkající se vystavených relikvií během jejího blahořečení v katedrále Neposkvrněného Početí Panny Marie v Medellínu

V 70. letech 20. století onemocněla a byla upoutána na lůžko. Zbytek života dávala duchovní útěchu těm, kteří ji navštěvovali. Zemřela po dlouhé nemoci dne 25. července 1993 ve 14:20 v Medellínu. 28. července téhož roku sloužil její pohřební mši emeritní biskup diecéze Santa Rosa de Osos Joaquín García Ordóñez spolu s medellínským arcibiskupem Héctorem Ruedou Hernándezem jako koncelebrantem. Její ostatky jsou uloženy v mateřském domě jí založené kongregace v Medellínu.

## Úcta
Její beatifikační proces započal dne 12. října 1998, čímž obdržela titul služebnice Boží Dne 12. února 2019 ji papež František podepsáním dekretu o jejích hrdinských ctnostech prohlásil za ctihodnou. Dne 13. října 2021 byl uznán zázrak na její přímluvu, potřebný pro její blahořečení.
Blahořečena pak byla dne 29. října 2022 v katedrále Neposkvrněného početí Panny Marie v Medellínu. Obřadu předsedal jménem papeže Františka kardinál Marcello Semeraro.
Její památka je připomínána 24. července. Bývá zobrazována v řeholním oděvu.